# Echte hooiwagens
De echte hooiwagens (Phalangiidae) zijn een familie uit de orde van de hooiwagens (Opiliones) met zo'n 380 soorten.

## Kenmerken
Hooiwagens lijken wel wat op spinnen, maar zijn toch anders. Het zijn wel spinachtigen met acht poten, maar hun lijf is niet in twee duidelijke onderdelen opgedeeld. Het maximaal 1 cm lange lichaam bestaat uit één stuk: er valt kop noch staart aan te ontdekken en dat is een groot verschil met de insecten, spinnen en schorpioenen. Daarnaast hebben ze altijd maar twee ogen, deze staan altijd op een soort verhoginkje. Hooiwagens hebben geen spintepels en kunnen dus niet spinnen en ook maken ze geen gif aan, maar ze kunnen wel een stinkende vloeistof uitscheiden. Ze kunnen een pootspanwijdte van wel 10 cm bereiken. Mannetjes hebben vaak vergrote cheliceren, in tegenstelling tot de vrouwtjes.

## Leefwijze
Deze nachtactieve, roofzuchtige dieren prefereren een vochtige omgeving. Ze voeden zich hoofdzakelijk met ongewervelden, maar vergrijpen zich ook weleens aan vruchten of aas. Om zijn prooi te vangen rent hij erachteraan.
Voor het dier begint te eten, vindt er een uitwendige vertering plaats door middel van een verteringssap, dat via de monddelen over de prooi wordt uitgescheiden, waardoor de prooi vloeibaar wordt en kan worden opgezogen. Hooiwagens kunnen bij een aanval poten afwerpen, die nog een poosje bewegen om de aanvaller af te leiden.

## Voortplanting
Hooiwagens paren door directe sperma-overdracht, in tegenstelling tot spinnen die het sperma overdragen in speciale pakketjes. De eieren worden met een legboor in de aarde gelegd. Jonge hooiwagens lopen het risico om door hun oudere soortgenoten te worden opgegeten.

## Verspreiding en leefgebied
Deze familie komt wereldwijd voor onder stenen, in de strooisellaag van bossen en in graslanden.

## Onderfamilies en geslachten
- Dicranopalpinae
  - Amilenus Martens, 1969
  - Dicranopalpus Doleschall, 1852
  - Lanthanopilio Cokendolpher & Cokendolpher, 1984

- Oligolophinae Banks, 1893
  - Lacinius Thorell, 1876
  - Mitopiella Banks, 1930
  - Mitopus Thorell, 1876
  - Odiellus Roewer, 1923
  - Oligolophus C. L. Koch, 1871
  - Paralacinius Morin, 1934
  - Paroligolophus Lohmander, 1945
  - Roeweritta Silhavý, 1965

- Opilioninae C.L. Koch, 1839
  - Egaenus C.L. Koch, in Hahn & C.L. Koch 1839
  - Himalphalangium Martens, 1973
  - Homolophus Banks, 1893
  - Opilio Herbst, 1798
  - Scleropilio Roewer, 1911

- Phalangiinae Latreille, 1802
  - Acanthomegabunus Tsurusaki, Tchemeris & Logunov, 2000
  - Bactrophalangium Silhavý, 1966
  - Bunochelis Roewer, 1923
  - Coptophalangium Starega, 1984
  - Cristina Loman, 1902
  - Dacnopilio Roewer, 1911
  - Dasylobus Simon, 1878
  - Graecophalangium Roewer, 1923
  - Guruia Loman, 1902
  - Hindreus Kauri, 1985
  - Leptobunus Banks, 1893
  - Liopilio Schenkel, 1951
  - Liropilio Gritsenko, 1979
  - Megistobunus Hansen, 1921
  - Metadasylobus Roewer, 1911
  - Metaphalangium Roewer, 1911
  - Odontobunus Roewer, 1910
  - Parascleropilio Rambla, 1975
  - Phalangium Linnaeus, 1758
  - Ramblinus Starega, 1984
  - Rhamphsinitus Simon, 1879
  - Rilaena Silhavý, 1965
  - Tchapinius Roewer, 1929
  - Zachaeus C.L. Koch, 1839

- Platybuninae Starega, 1976
  - Buresilia Silhavý, 1965
  - Lophopilio Hadzi, 1931
  - Megabunus Meade, 1855
  - Metaplatybunus Roewer, 1911
  - Paraplatybunus Dumitrescu, 1970
  - Platybunoides Silhavý, 1956
  - Platybunus C.L. Koch, 1839
  - Rafalskia Starega, 1963
  - Stankiella Hadzi, 1973

- Gyas titanus[1]

## In Nederland waargenomen soorten
- Genus: Dicranopalpus
  - Dicranopalpus ramosus - (Strekpoot)
- Genus: Lacinius
  - Lacinius ephippiatus
- Genus: Lophopilio
  - Lophopilio palpinalis
- Genus: Mitopus
  - Mitopus morio
- Genus: Odiellus
  - Odiellus spinosus
- Genus: Oligolophus
  - Oligolophus hanseni
  - Oligolophus tridens - (Drietandhooiwagen)
- Genus: Opilio
  - Opilio canestrinii - (Rode hooiwagen)
  - Opilio parietinus - (Muurhooiwagen)
  - Opilio saxatilis
- Genus: Paroligolophus
  - Paroligolophus agrestis - (Bonte Hooiwagen)
- Genus: Phalangium
  - Phalangium opilio - (Gewone Hooiwagen)
- Genus: Platybunus
  - Platybunus pinetorum
- Genus: Rilaena
  - Rilaena triangularis - (Voorjaarshooiwagen)